# Фредерик Пол
Фредерик Пол (на английски: Frederik Pohl) е американски писател на научна фантастика.

## Биография и творчество
Фредерик Пол е роден на 26 ноември 1919 г. в град Ню Йорк, САЩ. Завършва техническо училище в Бруклин. На 19 години заедно с Айзък Азимов, Сирил Корнблът и Деймън Найт основава Дружество на футурианците.
Публикува своите произведения под различни псевдоними в списанията „Astonishing Stories“ и „Super Science Stories“, които сам издава. Издава списанията „If“ и „Galaxy“ до 1969 година. След 1953 г. започва да издава произведения, подписани с неговото собствено име.
За разказа „Среща“ в съавторство със Сирил Корнблът е отличен с награда Хюго. „Звездното дете“ и „Сага за кукувицата“ са продукт на сътрудничеството на Фредерик Пол и Джак Уилямсън. Първият му роман „Човекът плюс“ е награден с наградата „Небюла“, а вторият – „Гейтуей“ – с „Небюла“, „Хюго“ и мемориалната премия на Джон Кембъл.